# Staňkov (ort i Tjeckien, Södra Böhmen)
Staňkov är en ort i Tjeckien.   Den ligger i regionen Södra Böhmen, i den centrala delen av landet, 130 km söder om huvudstaden Prag. Staňkov ligger 469 meter över havet och antalet invånare är 236. Den ligger vid sjöarna  Staňkovský Rybník och Hejtman.
Terrängen runt Staňkov är platt. Runt Staňkov är det ganska glesbefolkat, med 48 invånare per kvadratkilometer. Närmaste större samhälle är Jindřichův Hradec, 18,6 km norr om Staňkov. I omgivningarna runt Staňkov växer i huvudsak blandskog.